# Neomaso
Genre
Neomaso est un genre d'araignées aranéomorphes de la famille des Linyphiidae.

## Distribution
Les espèces de ce genre se rencontrent dans le sud de l'Amérique du Sud et dans des îles sub-antarctiques.

## Liste des espèces
Selon World Spider Catalog (version 22.0, 13/06/2021) :
- Neomaso abnormis Millidge, 1991
- Neomaso aequabilis Millidge, 1991
- Neomaso angusticeps Millidge, 1985
- Neomaso antarcticus (Hickman, 1939)
- Neomaso articeps Millidge, 1991
- Neomaso arundicola Millidge, 1991
- Neomaso bilobatus (Tullgren, 1901)
- Neomaso claggi Forster, 1970
- Neomaso damocles Miller, 2007
- Neomaso defoei (F. O. Pickard-Cambridge, 1899)
- Neomaso fagicola Millidge, 1985
- Neomaso fluminensis Millidge, 1991
- Neomaso insperatus Millidge, 1991
- Neomaso insulanus Millidge, 1991
- Neomaso minimus Millidge, 1985
- Neomaso parvus Millidge, 1985
- Neomaso patagonicus (Tullgren, 1901)
- Neomaso peltatus Millidge, 1985
- Neomaso pollicatus (Tullgren, 1901)
- Neomaso scutatus Millidge, 1985
- Neomaso setiger Millidge, 1991
- Neomaso vicinus Millidge, 1991

## Publication originale
- Forster, 1970 : « Araneae: Spiders of South Georgia. » Pacific Insects Monograph, vol. 23, p. 31-42 (texte intégral)